# Upucerthia albigula
Upucerthia albigula là một loài chim trong họ Furnariidae.